# Jeunesse sauvage
Pour plus de détails, voir Fiche technique et Distribution.
Jeunesse sauvage est un film franco-belge réalisé par Frédéric Carpentier, sorti en 2019.
Il est présenté en 2019 au Brussels Film Festival, au Festival international du film de Saint-Jean-de-Luz et au Festival du cinéma méditerranéen de Montpellier.

## Synopsis
Raphaël, le chef d'un groupe de voleurs dans le sud de la France est désireux d'une autre vie. Pour cela, il décide de s'occuper de son père, devenu SDF, et s'ouvre à l'amour. Mais ne pouvant échapper à son destin, il va devoir se heurter au monde de la trahison, de la violence et des armes.

## Fiche technique
- Titre original français : Jeunesse sauvage
- Réalisation : Frédéric Carpentier
- Scénario :  Frédéric Carpentier
- Photographie : Romain Le Bonniec
- Costumes : Marion Méséguer
- Décorateur : Yves Fournier
- Ingénieur son : Fabrice Osinski
- Compositeur : Pablo Pico
- Monteur : Nicolas Houver, Loic Lallemand
- Producteur délégué : Frédéric de Goldschmidt, Virginie Lacombe
- Coproducteur : Samuel Feller
- Sociétés de production : Madeleine Films, Magellan Films, avec la participation d'Orange Studio[1],[2]
- Sociétés de distribution : Fratel films, Magellan Films
- Pays de production :  France,  Belgique
- Langue originale : français
- Format : couleur
- Genre : Drame
- Durée : 78 minutes[3]
- Dates de sortie :
  - Belgique : 28 juin 2019 (Brussels Film Festival), 22 juillet 2020 (sortie nationale)
  - France : 9 octobre 2019 (Festival international du film de Saint-Jean-de-Luz)[4], 22 juin 2020 (sortie nationale)

## Distribution
- Pablo Cobo : Raphaël
- Darren Muselet : Kevin
- Léone François : Émilie
- Jerome Bidaux : père de Raphaël
- Nacime Uhlmann : Aziz
- Sandor Funtek : Andy
- Kader Bouallaga : Mario
- Bruno Clairefond : le policier
- Lydia Bouchali Zemour : Nadia (Lydia Bouchali Zenour)
- Solenne Unvoas : Idrissa
- Arame Diagne : Anita
- Anissa Zidane : Yasmine
- Sabri Nouioua : Miguel

## Production

### Attribution des rôles
Les comédiens interprétants la bande de jeunes voleurs sont des acteurs inconnus. Ils ont été sélectionnés pour le film après un casting sauvage qui avait pour but de trouver des jeunes ayant une vie difficile. Le directeur de casting après un partenariat avec le Ministère de la Justice et la Police Judiciaire a pu parcourir des centres éducatifs fermés pour y trouver des potentiels acteurs,. En outre un délinquant a eu un aménagement de peine, sa condamnation s'est transformée en jours passés sur le tournage.
L'acteur principale Pablo Cobo qui n'avait jamais joué dans un film auparavant, a été préparé pendant un an par le réalisateur,.

### Tournage
Le film est tourné à Sète, dans l’Hérault en octobre et novembre 2017.

## Accueil

### Critique du film
En France, le film obtient une note moyenne de 2,6⁄5 sur le site AlloCiné, qui recense 8 titres de presse.
L'Humanité qualifie le film de « Polar social solaire, romantique et violent » puis ajoute que c'est « la bonne surprise de cette réouverture des salles » après la fermeture dû à la pandémie de Covid-19 en France.
Le Nouvel Observateur affirme que Jeunesse sauvage à  « un scénario un peu trop balisé, mais la mise en scène, jamais caricaturale, à la juste distance de ses héros, restitue à cette fiction sa rage impuissante. ». Le Parisien cite « ce film constamment à vif développe dans toute sa première partie une rare intensité d'action. Et même si elle s'engage petit à petit sur des sentiers un peu plus attendus, il y a dans « Jeunesse sauvage », porté par cette révélation qu'est Pablo Cobo, une indéniable puissance de tir. ».
Le Monde critique le film en citant « ce film qui a tendance à en faire des tonnes », et avoir-alire.com regrette les excès des jeunes acteurs qui finissent par lasser le spectateur.

## Distinctions

### Sélections
- Brussels Film Festival 2019 : sélection compétition Nationale.
- Festival international du film de Saint-Jean-de-Luz 2019 : sélection en compétition officielle[4].
- Festival du cinéma méditerranéen de Montpellier 2019 : sélection en compétition officielle long métrage[14].